# Marinarozelotes chybyndensis
Marinarozelotes chybyndensis es una especie de araña araneomorfa del género Marinarozelotes, familia Gnaphosidae. Fue descrita científicamente por Tuneva & Esyunin en 2002.
Se distribuye por Rusia y Kazajistán. El cuerpo del macho mide aproximadamente 3,1-3,63 milímetros de longitud y el de la hembra 3,4-4,13 milímetros.